# Clara Oenicke
Clara Wilhelmine Oenicke (* 29. Juli 1818 in Berlin; † 9. August 1899 ebenda) war eine deutsche Historien-, Porträt- und Genremalerin.

## Leben
Clara Oenicke wurde am 29. Juli 1818 in Berlin geboren und am 16. August 1818 in der Nikolaikirche getauft. Sie war die Tochter des „Tabakspinners“ Gustav Adolph Oenicke und der Johanna Caroline, geb. Spaenhauer und hatte zwei ältere Geschwister, die Schwester Wilhelmine Amalie Oenicke (* 1804) und den früh verstorbenen Bruder Louis Theodor Oenicke (1814–1815).
Oenicke war 1837 eine Schülerin von Marie Remy, anschließend von Carl Joseph Begas und später im Atelier von Eduard Magnus beschäftigt. Ab 1840 arbeitete sie selbstständig, im Jahr 1848 bot sie zudem Unterricht im Zeichnen und Malen für Frauen in ihrer Wohnung in der Bernburger Straße 18 an. 1867 gründete sie mit Marie Remy, Rosa Petzel und Clara Heinke den „Verein der Künstlerinnen und Kunstfreundinnen zu Berlin“. 1870 war sie im Berliner Adreßbuch als Portrait- und Geschichtsmalerin gelistet und wohnte in der Dessauer Straße 7 pt.
Clara Oenicke starb am 9. August 1899 nach langen schweren Leiden. Ihre letzte Wohnung befand sich in der Kurfürstenstraße 163.

## Werke
Gemälde (Auswahl)
- Rastender Wanderer unter alter Eiche in Gebirgslandschaft (1845)
- Friedrich der Große und der Page (1846)
- Ein Wanderer bei Abendbeleuchtung (1846)
- Margaretha von Anjou (1846)[6]
- Selbstporträt (1852)
- Johann Friedrich der Großmüthige verweigert die Unterschrift des kaiserlichen Interims (1854)[7]
- Karl I. von England nimmt Abschied von seiner Familie (1856)
- Die Hausandacht Luthers (1862)[8]
- Der Kurfürst Johann Friedrich der Großmächtige von Sachsen (1862)
- Luther findet die erste lateinische Bibel. (1866)[9]
- Porträt des Superintendenten Büchsel (1866)[10]
- Porträt des bei Königgrätz gefallenen Premier-Lieutenants von Notz (1866)[11]
- Leibniz legt Königin Sophie Charlotte seinen Plan zur Gründung der Akademie der Wissenschaften vor. (1868)[12]
- Fünf Portraits lebensgroß in einheitlich ovalem Format, Auftraggeber Albrecht von Stosch (1868):[13]
  - Albrecht von Stosch (heute: Deutscher Privatbesitz)
  - Max von Stosch
  - Gustav Peterson (heute: Bundesrechnungshof Potsdam)
  - Therese Peterson, geb. v. Stosch (heute: Bundesrechnungshof Potsdam)
  - Louise Peterson (verh. mit Hans Hübner) (heute: Deutscher Privatbesitz)
- Porträt des Majors Franz von Notz (1870)
- Porträt der Frau Geheimer Rat Dr. von Gräfe (1871)[14]
- Porträt des Leutnants Curt von Quast (1872)
- Es ist vollbracht (Altarbild 1879 in der Kirche von Wöbbelin)
- Porträt des Rittergutsbesitzers Hermann von Quast (1879)
- Porträt eines Knaben (1880)
- Porträt Sanitätsrath J. H. C. Krappe

Ausstellungen (Auswahl)
- Berliner Kunstausstellung 1846[6]
- Berliner Kunstausstellung 1854[15]
- Bildergalerie im Schloß Bellevue 1856.[16]
- 41. Kunstausstellung der Königlichen Akademie der Künste, Berlin, 1858[17]
- 43. Kunstausstellung zu Berlin, 1862[18]
- XLV. Kunstausstellung der Königlichen Akademie der Künste, Berlin, 1866[19]
- XLVI. Kunstausstellung der Königlichen Akademie der Künste, Berlin, 1868[20]
- 47. Kunstausstellung in Berlin 1870[21]
- Akademische Kunstausstellung Berlin 1871[22]
- 6. Jahresausstellung des Vereins der Künstlerinnen und Kunstfreundinnen, 1878[23]
- 8. Ausstellung des Vereins der Künstlerinnen und Kunstfreundinnen, 1878[24]